# 冕狐猴
冕狐猴是冕狐猴属的典型物种，目前已经濒危。产于马达加斯加东部的雨林，是最大的狐猴之一。成年冕狐猴的体长约为105厘米，其中一半为尾长。素食，以當地的樹和乾旱刺林植物為食物。